# Struggle to Economize our Future Environment
La Struggle to Economize our Future Environment (SEFE) est une organisation non gouvernementale de base à but non lucratif, vouée à la protection des forêts, écosystèmes aquatiques côtiers et terres agricoles. Son fondateur est Nasako Besingi, un militant écologiste camerounais.

## Création
Nasako Besingi est le fondateur.

## Activités
SEFE travaille en collaboration avec les communautés locales.
Elle mène des activités de gestion, de recherche, de dialogue, d'autonomisation, d'encadrement des populations locales et de  plaidoyer. 

### Les causes défendues
SEFE lutte contre le projet de plantation de palmiers à huile. Ce projet est sous la responsabilité de Sithe Global Sustainable Oils Cameroon en abrégé SGSOC, une filiale de la société américaine Herakles Farm.